# Обусе
Обусе (яп. 小布施町 Обусэ-мати) — посёлок в Японии, находящийся в уезде Камитакаи префектуры Нагано. Площадь посёлка составляет 19,07 км², население — 10 896 человек (1 августа 2014), плотность населения — 571,37 чел./км².

## Географическое положение
Посёлок расположен на острове Хонсю в префектуре Нагано региона Тюбу. С ним граничат города Нагано, Судзака, Накано и село Такаяма.

## Население
Население посёлка составляет 10 896 человек (1 августа 2014), а плотность — 571,37 чел./км². Изменение численности населения с 1980 по 2005 годы:
| 1980 | 11 205 чел. |  |
| 1985 | 11 663 чел. |  |
| 1990 | 11 568 чел. |  |
| 1995 | 11 436 чел. |  |
| 2000 | 11 460 чел. |  |
| 2005 | 11 477 чел. |  |

## Символика
Деревом посёлка считается каштан, цветком — цветок яблони.